# Gunniopsis
Gunniopsis ist eine Pflanzengattung aus der Familie der Mittagsblumengewächse (Aizoaceae). Der botanische Name der Gattung ehrt den australischen Botaniker und Politiker Ronald Campbell Gunn (1808–1881).

## Beschreibung
Die Arten der Gattung Gunniopsis wachsen als einjährige bis ausdauernde krautige Pflanzen, deren Basis bei einigen Arten holzig ist, oder als holzige Sträucher. Die gegenständigen Laubblätter sind an ihrer Basis frei oder miteinander verwachsen, die Blasenzellen treten mehr oder weniger hervor.
Die Blüten erscheinen aufgrund der blattförmigen Brakteen oft als Einzelblüten, die jedoch tatsächlich in einem gelegentlich auch sehr großen zymosen Blütenstand zusammenstehen. Ihr Perigon ist vierzipflig. Die Perigonzipfel sind an der Basis miteinander verwachsen oder frei. Die 4 bis 30 Staubblätter stehen in vier Gruppen oder verschiedenen Wirteln zusammen. Der Pollen ist gepunktet und mit niedrigen verstreuten Dörnchen besetzt, der Fruchtknoten ist mittel- oder oberständig. Die Kapselfrüchte sind vierfächrig. Die Quellleisten befinden sich lateral an den Klappen, die beim ersten Öffnen häufig in insgesamt acht Teile zerfallen. Die Früchte enthalten eiförmige bis fast kreisrunde, glatte oder gemusterte Samen.

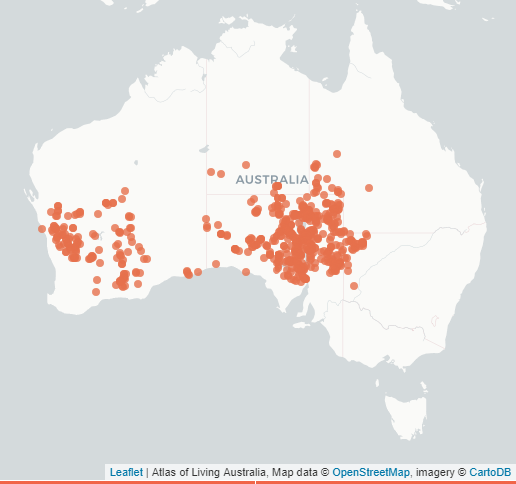
Verbreitung von Gunniopsis in Australien

## Systematik und Verbreitung
Die Gattung Gunniopsis ist in trockenen Gebieten im Süden Australiens verbreitet.
Die Erstbeschreibung der Gattung erfolgte 1889 durch Ferdinand Albin Pax. Ihre Typusart ist Gunniopsis septifraga. Nach Heidrun Hartmann (2017) umfasst die Gattung Gunniopsis folgende Arten:
- Gunniopsis calcarea Chinnock
- Gunniopsis calva Chinnock
- Gunniopsis divisa Chinnock
- Gunniopsis glabra (Luehm. ex Ewart) C.A.Gardner
- Gunniopsis intermedia Diels
- Gunniopsis kochii (R.Wagner) Chinnock
- Gunniopsis papillata Chinnock
- Gunniopsis propinqua Chinnock
- Gunniopsis quadrifida (F.Muell.) Pax
- Gunniopsis rodwayi (Ewart) C.A.Gardner
- Gunniopsis rubra Chinnock
- Gunniopsis septifraga (F.Muell.) Chinnock
- Gunniopsis tenuifolia Chinnock
- Gunniopsis zygophylloides (F.Muell.) Diels

## Nachweise